# Schill-Denkmal (Wesel)

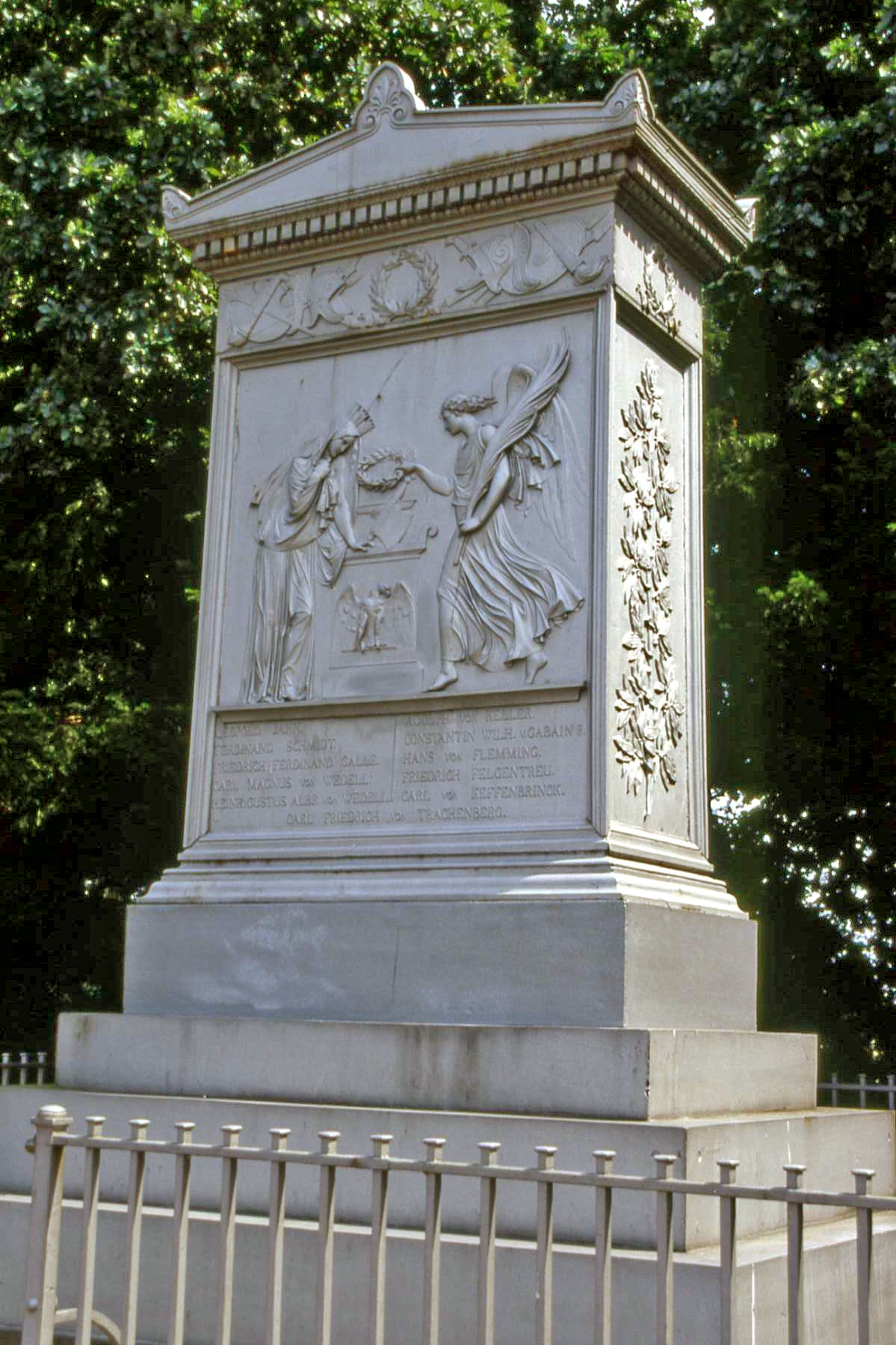
Vorderseite des Denkmals

Das Schill-Denkmal in Wesel wurde 1835 eingeweiht und erinnert an die Hinrichtung von elf Offizieren des preußischen Majors Ferdinand von Schill, die 1809 an dieser Stelle vollzogen wurde.

## Die Schill’schen Offiziere in Wesel

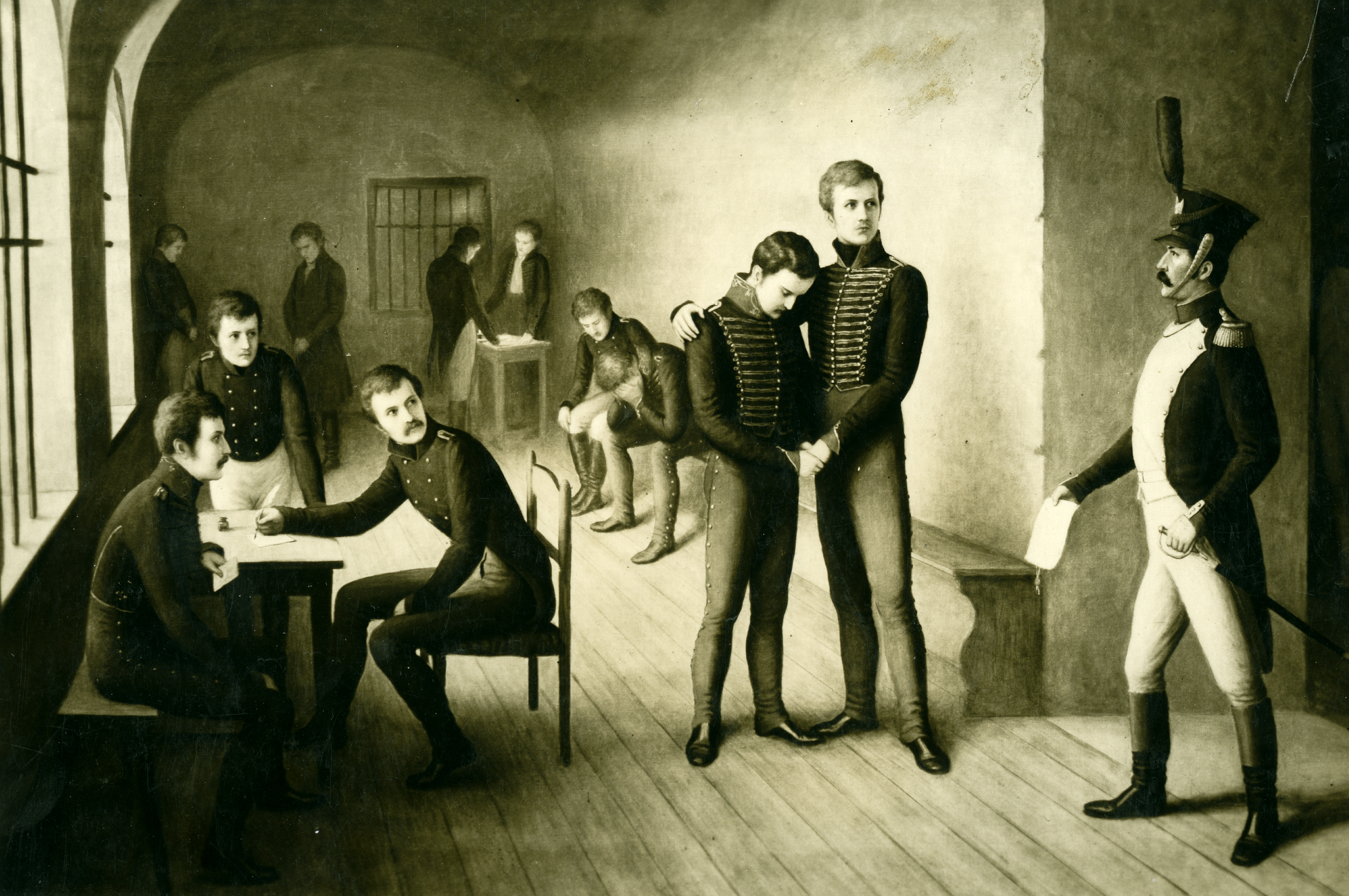
Verkündung des Todesurteils über die 11 elf Schillschen Offiziere;
ehemaliges Gemälde von Adolf Hering

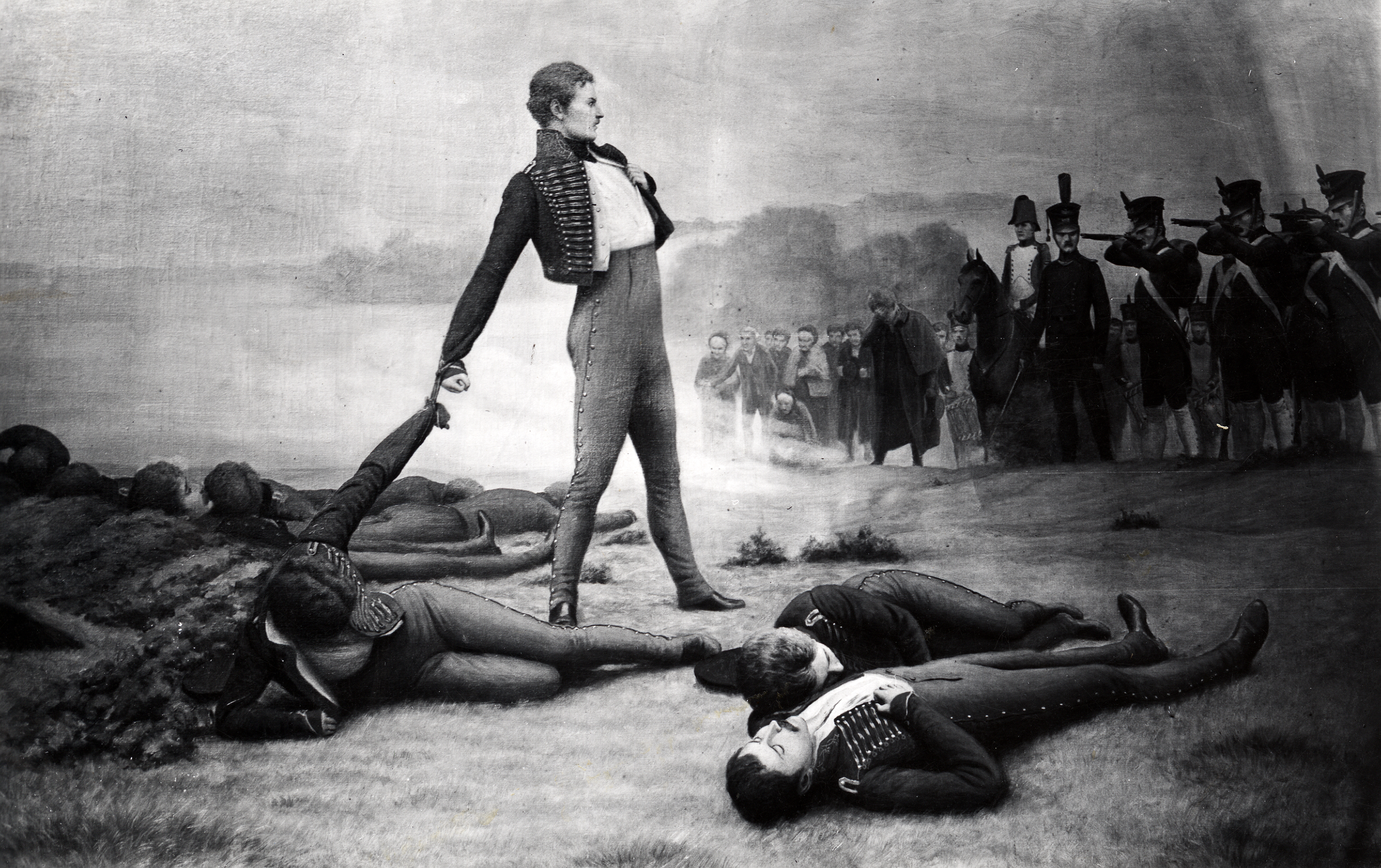
„Die Erschießung der Schill’schen Offiziere“;
nach Adolf Hering; Stadtarchiv Wesel

Der preußische Major Ferdinand von Schill unternahm 1809 eigenmächtig und ohne Einverständnis der preußischen Militärführung den Versuch, militärischen Widerstand gegen die französische Besatzung zu leisten. Ihm unterstand dabei das Schillsche Freikorps. Am 31. Mai fiel Schill und 11 Offiziere sowie 557 Unteroffiziere wurden gefangen genommen. Die Offiziere wurden in verschiedenen Festungen gefangen gehalten und kamen im August 1809 nach Wesel am Niederrhein. Dort wurde der Prozess gegen sie geführt und alle elf Angeklagten gemäß einem vorherigen Befehl Napoleon Bonapartes am 16. September 1809 zum Tode verurteilt. Sie wurden am selben Tag auf einer Wiese nahe der Lippe erschossen. Die Namen der getöteten Offiziere waren Leopold Jahn, Daniel Schmidt, Friedrich von Galle, Friedrich von Trachenberg, Adolf von Keller, Friedrich Felgentreu, Konstantin Gabain, die Brüder Karl und Albert von Wedell, Johann Flemming und Karl von Keffenbrinck. Sie wurden in der Nähe der Hinrichtungsstätte begraben.

## Geschichte des Denkmals

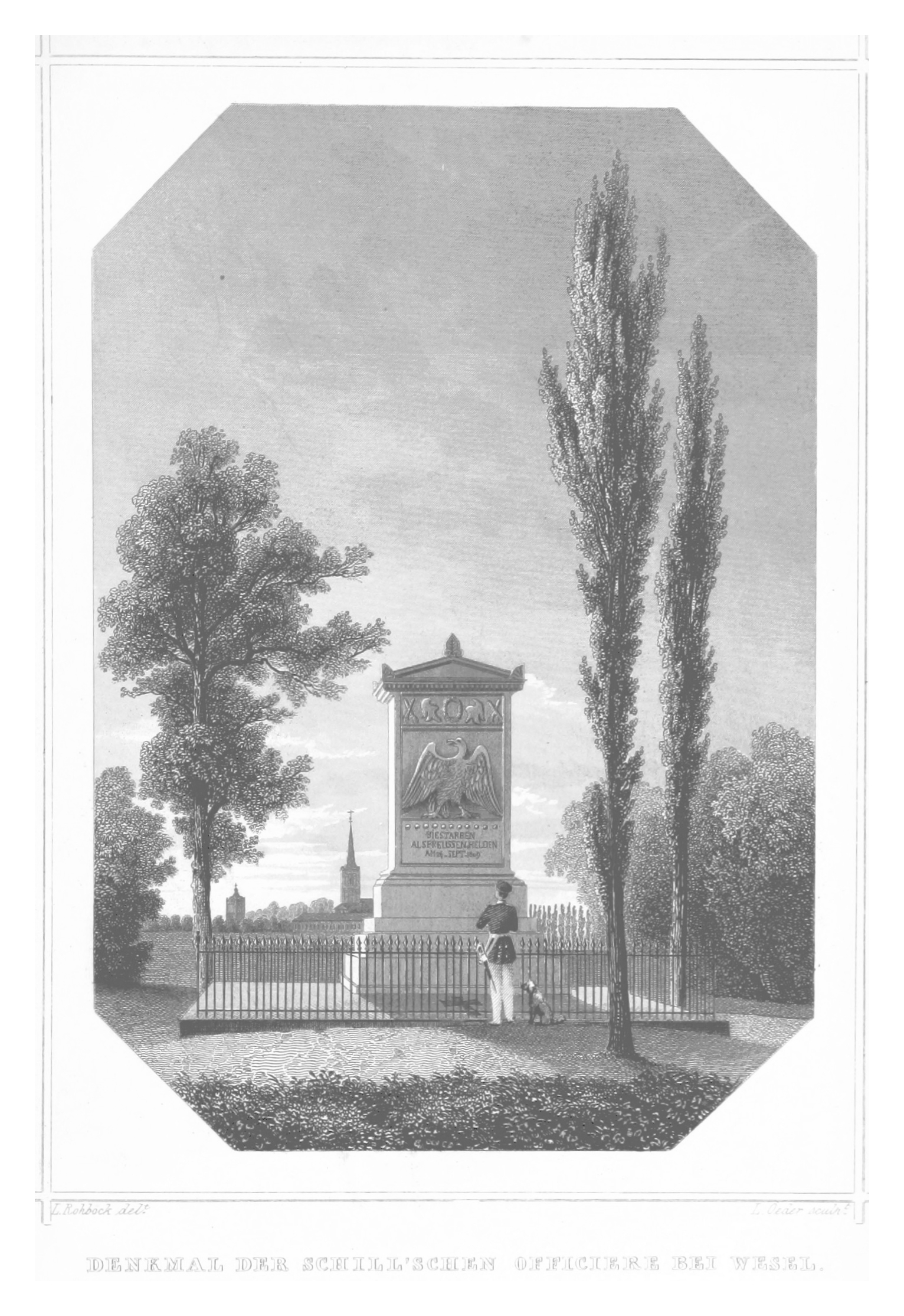
„Ehrenmal der Schill'schen Offiziere bei Wesel“;
Stahlstich von Oeder nach Rohbock, 1852

Bereits während ihrer Gefangenschaft in Wesel hatten die Offiziere große Sympathie der dortigen Bevölkerung erfahren. Nach ihrem Tod und besonders nach dem Ende der französischen Herrschaft 1814/15 wurden sie zu Helden stilisiert. 
Der preußische König Friedrich Wilhelm III. lehnte die Errichtung eines Denkmals aber zunächst ab, weil die Soldaten eigenmächtig und ohne Rücksicht auf die zentrale Befehlsgewalt gehandelt hatten.

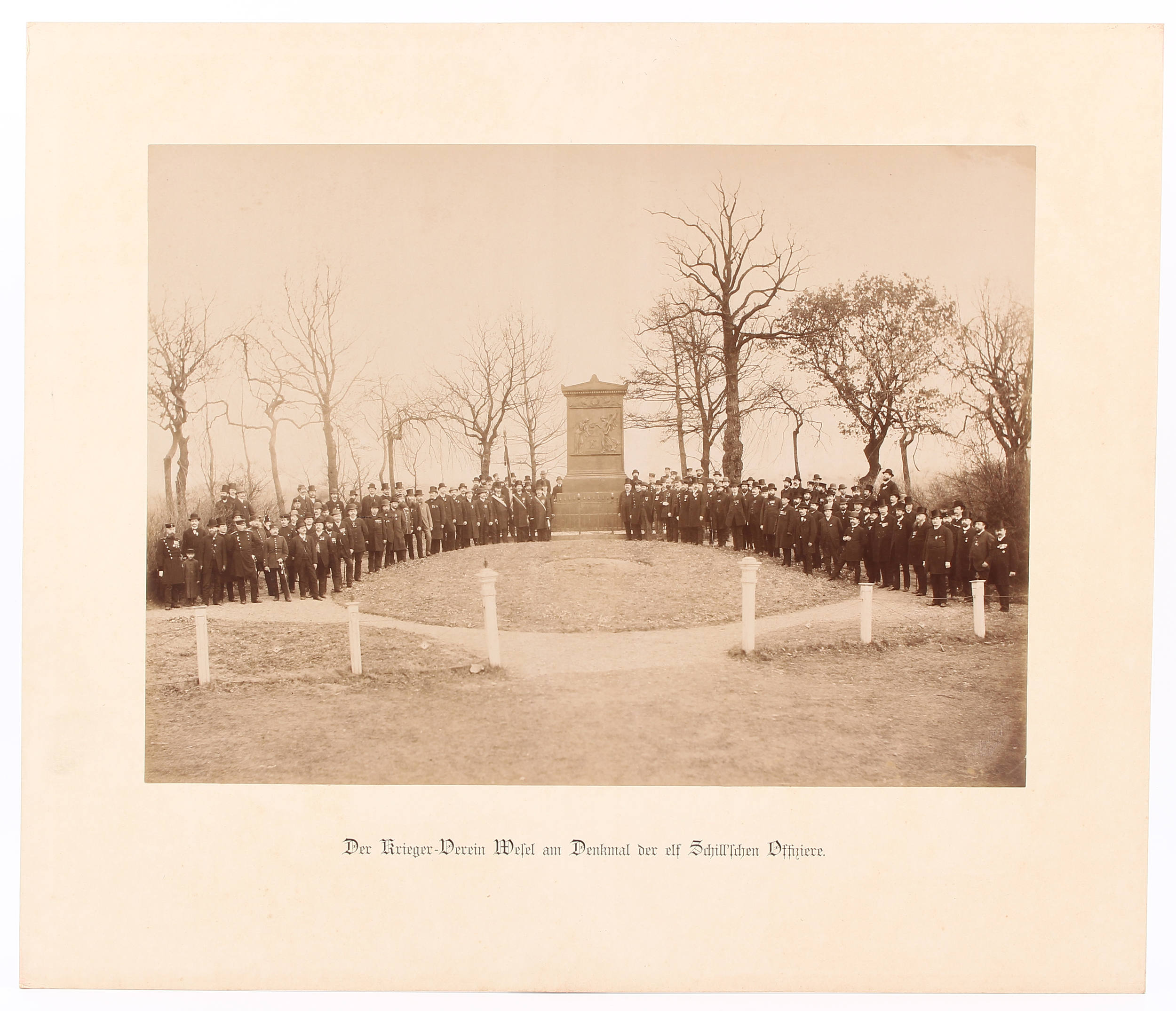
1890 Bismarck vom Krieger-Verein Wesel gewidmete Fotografie;
signiert und datiert von Wilhelm Meyer

Die Idee eines Denkmals in Wesel wurde ab 1833 in der preußischen Armee vorangetrieben und schließlich von Weseler Offizieren durchgesetzt. Maßgeblich finanziert durch eine Spendensammlung wurde das Denkmal am 31. März 1835 eingeweiht. Es entstand auf der Begräbnisstätte der Offiziere in den Lippewiesen südöstlich des Weseler Stadtkerns und in der Nähe des damals noch sehr ländlichen Ortsteils Fusternberg, der bereits Teil des Stadtgebiets war. Das von Karl Friedrich Schinkel entworfene Denkmal hat auf der Vorderseite und der Rückseite je ein Relief. Es enthält Nationalsymbole Preußens, die Namen der Offiziere und die Inschrift „Sie starben als Preußen und Helden am 16. September 1809“. Die Gedenktafeln wurden von der Königlich Preußische Eisengießerei in Berlin gefertigt.
Weitere Orte bzw. Namen in Wesel erinnern an die Schill’schen Offiziere. Besonders in der Zeit des Nationalsozialismus wurden sie stark glorifiziert und ihre Geschichte propagandistisch verwendet, um die deutsch-französische Erbfeindschaft anzufachen. Vor diesem Hintergrund wurde in den ersten Jahren nach Kriegsende der wohlwollende Umgang mit dem preußischen Erbe in Frage gestellt und das Schill-Denkmal vorerst abgebaut.
1948 thematisierte der Stadtrat eine Wiederaufstellung des Denkmals. 1953 wurde das Denkmal restauriert und wieder aufgestellt. Für die umliegenden Wiesen an der Lippe hat sich die Bezeichnung „Schillwiese“ etabliert; auch die zum Denkmal führende Straße heißt so.